# Romská menšina na Slovensku

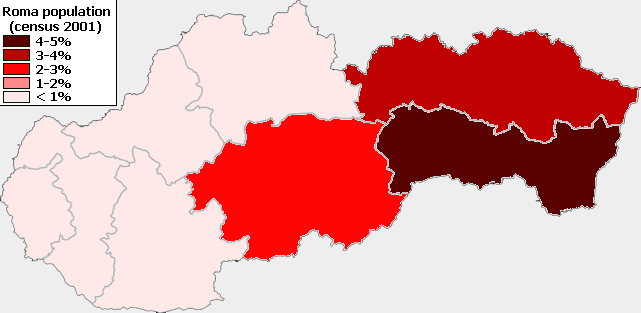
Procentuální zastoupení romské populace v jednotlivých krajích Slovenska (stav 2001).

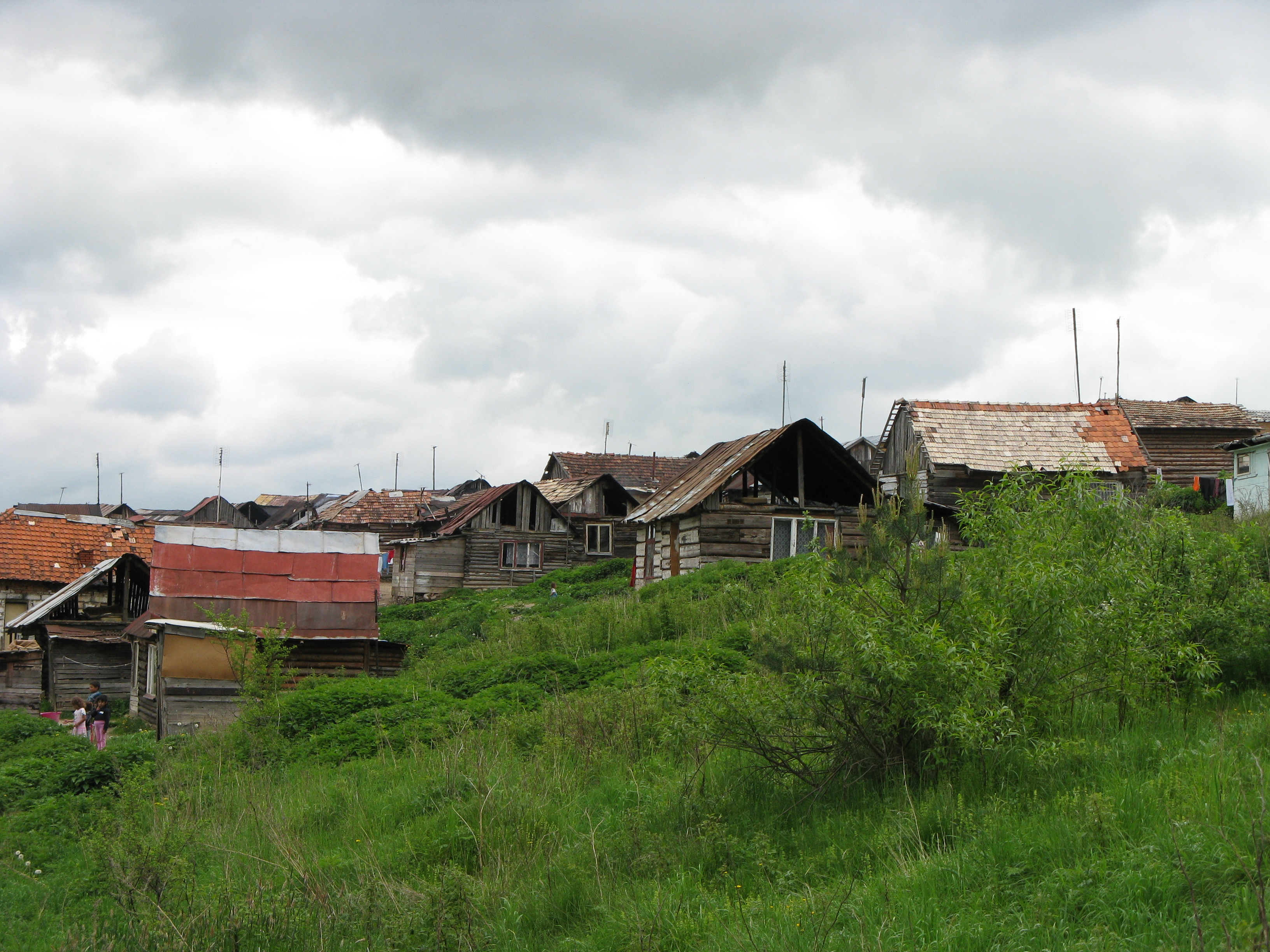
Romská osada poblíž obce Letanovce (okres Spišská Nová Ves, Košický kraj).

Za příslušníky romské menšiny na Slovensku jsou považováni občané Slovenské republiky hlásící se k romské národnosti. Podle údajů z roku 2001 žije v SR 89 920 osob náležících k této menšině, tvořících tak 1,7 % populace Slovenska. Toto číslo znázorňuje občany SR, kteří při sčítání lidu označili svou národnost za romskou. Neoficiální zdroje hovoří až o 458 000 až 520 000 příslušnících této menšiny, tvořících tak téměř 10 % celkového obyvatelstva Slovenska.
Nejvíce příslušníků této menšiny žije ve východní části země, převážně v Košickém, Prešovském a Banskobystrickém kraji.

## Demografie

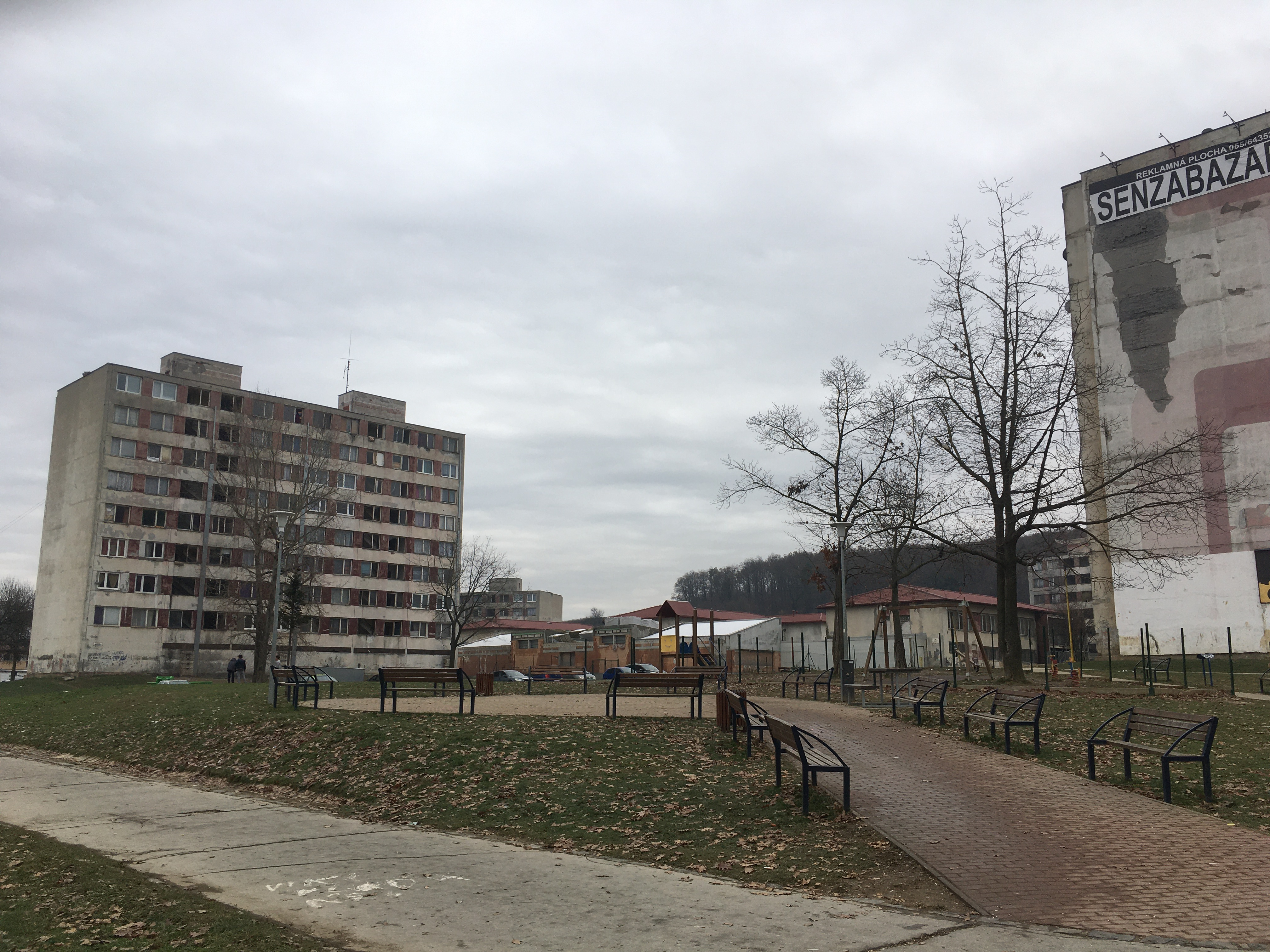
Luník IX, sídliště v Košicích

Dle oficiálních údajů z roku 2001 žilo na území Slovenska 89 920 osob náležících k této menšině, tvořících tak 1,7 % celkového obyvatelstva. V roce 1991 čítala tato menšina 75 802 členů (1,4 % populace).

### Externí odkazy

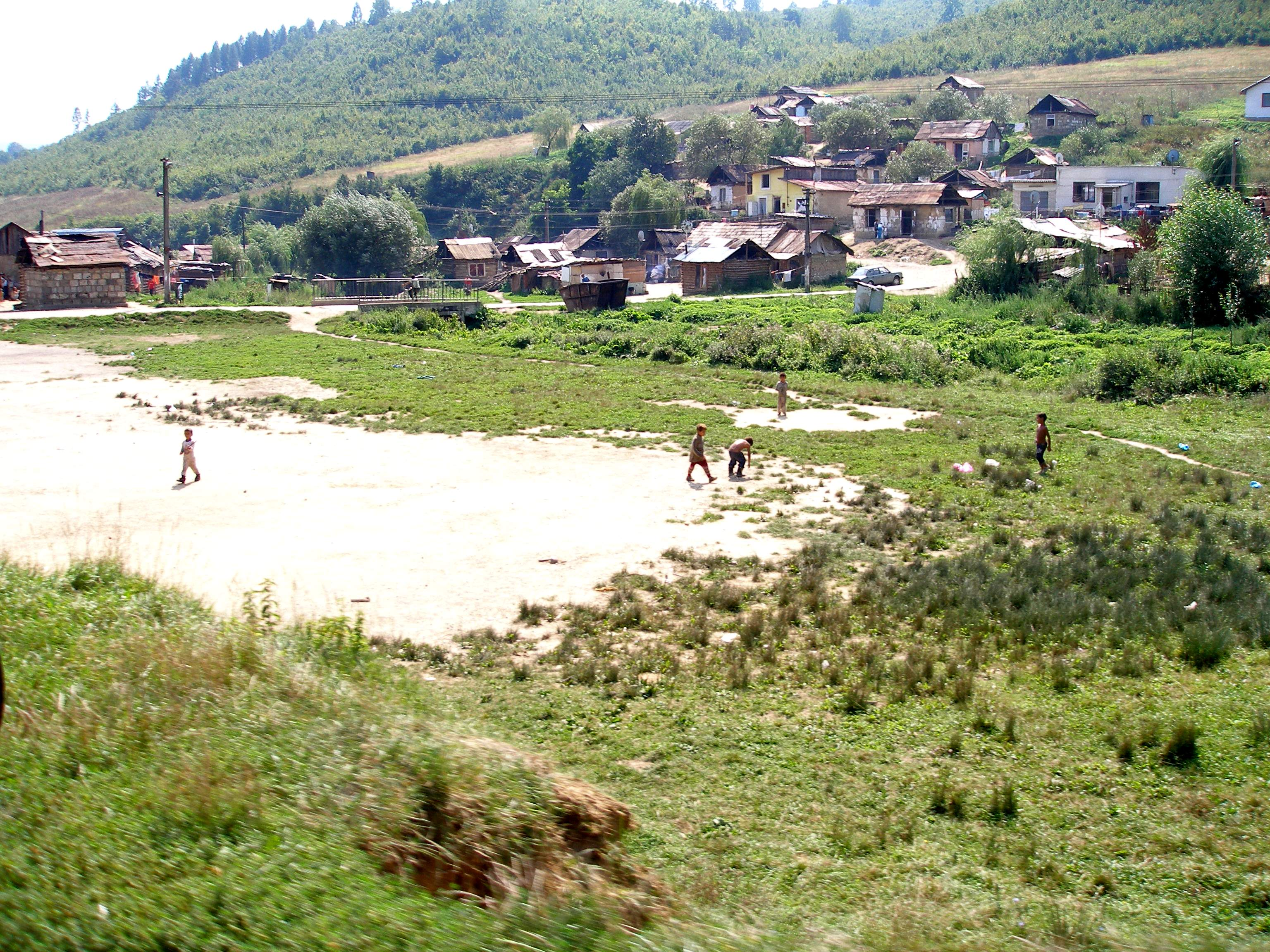
Romská osada v Šarišském regionu v Prešovském kraji.